# Áine Brady
Áine Brady (irisch Áine Uí Bhrádaigh, * 8. September 1954 als Áine Kitt) ist eine irische Politikerin (Fianna Fáil) und gehörte von 2007 bis 2011 dem Dáil Éireann, dem Unterhaus des irischen Parlaments, an.
Bei den Nachwahlen 2005 im Wahlkreis Kildare North kandidierte Brady für Fianna Fáil, unterlag jedoch Catherine Murphy. Erst bei den nächsten regulären Wahlen im Mai 2007 gelang es ihr Murphy zu schlagen und in den 30. Dáil Éireann gewählt zu werden. In ihrer Funktion als Abgeordnete (Teachta Dála) wurde Brady April 2009 Staatsministerin im Gesundheitsministerium. Ihr Aufgabenbereich umfasst Senioren und Gesundheitsförderung. Bei den Wahlen zum 31. Dáil Éireann gelang es Catherine Murphy im Februar 2011 erneut sich gegen Brady durchzusetzen.
Vor ihrer politischen Karriere als Abgeordnete war sie für 22 Jahre an der Scoil na Mainistreach in Celbridge als Lehrerin beschäftigt und war auch kommunalpolitisch im County Kildare aktiv.

## Familie
Brady ist mit dem ehemaligen Abgeordneten Gerry Brady verheiratet und hat vier Kinder. Sie ist die Tochter des irischen Politikers Michael F. Kitt. Die Abgeordneten Tom und Michael P. Kitt sind ihre Brüder.